# 川添將大
川添 将大（かわぞえ まさひろ、1980年10月8日 - ）は、三重県員弁郡東員町出身の元プロ野球選手。

## 来歴・人物
享栄高校から1998年のドラフト会議で中日ドラゴンズに5位指名され入団する。
球種はストレート、カーブ、スライダー、フォーク、ナックル、シンカー以外は投げることができる。
一軍では一度も登板する事がなく、2002年に戦力外通告を受け、引退。地元でボーイズリーグを指導。その後、看護師として病院勤務を経て現在は老人ホーム経営に携わり、少年野球の指導も続け、寿々ユナイテッドの監督として活躍している。

## 詳細情報

### 年度別投手成績
- 一軍公式戦出場なし

### 背番号
- 68 （1999年 - 2002年）